# Philippe Robert
Jean Philippe Édouard Robert, meglio noto solo come Philippe Robert (Bienne, 30 aprile 1881 – Büren an der Aare, 22 giugno 1930), è stato un pittore e naturalista svizzero.
Faceva parte di una dinastia di artisti, che comprendeva il nonno Aurèle Robert, il prozio Louis Léopold Robert, il padre Léo-Paul Robert e i fratelli
Théophile e Paul-André Robert.

## Biografia
Jean Philippe Édouard Robert nacque il 30 aprile 1881 a Bienne, in Svizzera, dal pittore Léo-Paul Robert.

A differenza degli altri membri della sua famiglia di artisti, Philippe si distingue per via della sua formazione artistica da autodidatta intrapresa in età ormai adulta. Infatti venne cresciuto in un contesto religioso e intraprese inizialmente un percorso di studi teologici dal 1900, a Ginevra e a Losanna, per poi spostarsi nel 1904 a Berlino per la stesura della sua tesi; ma proprio durante il soggiorno in questa città, Philippe decise di abbandonare le aule universitarie e concentrarsi invece sullo studio delle collezioni dei musei berlinesi più importanti. Così, ritornato in patria, decise si abbandonare definitivamente la teologia e dedicarsi attivamente all'arte. Tra il 1905 e il 1907 viaggiò  in Germania, Paesi Bassi e Francia e nel frattempo si sposò anche con Marthe Gagnebin nel 1906.
La sua carriera artistica ebbe inizio nel 1906 e già nel 1908 realizzò 178 tavole illustrate per l'opera botanica La flore alpine (La flora alpina) di Henry Correvon, per poi pubblicare in proprio il suo primo album Feuilles d'automne (Foglie d'autunno) nel 1909. Quest'ultima opera, in particolare, venne realizzata in stile Art Nouveau e testimonia come il pittore riuscì a sviluppare una maniera inedita nel rappresentare la flora, riuscendo cioè a combinare sia l'accuratezza scientifica e sia l'ornamento artistico; altri esempi di questo genere sono i 151 acquerelli realizzati per Fleurs du Jura (Fiori del Giura).
Oltre all'aspetto naturalistico dell'arte di Philippe Robert, ci furono anche numerose tele che raffigurano monumenti, siti, paesaggi e ritratti, che rappresentano spesso il risultato dei suoi viaggi all'estero: dal 1913 al 1914 fu a Roma e dintorni, nel 1920 in Grecia e nel 1924 in Egitto. Tra il 1922 e il 1923 dipinse dei murales a Bienne sia per l'Ospedale Wildermeth che per la sala d'attesa della stazione locale; opere che permisero all'artista di farsi conoscere da un pubblico ben più ampio. Infatti, dal 1924 in poi si dedicò alla decorazione degli interni di varie chiese, da Chaindon a Corcelles, da Môtier di Mont-Vully a Les Ponts-de-Martel, fino addirittura a Pretoria in Sudafrica.
Al suo lavoro pratico si affiancò anche quello accademico e dal 1928 iniziò a tenere corsi e conferenze di storia dell'arte. Il suo ultimo lavoro fu l'illustrazione della Bibbia della Concordia, nota anche come Bibbia del Matrimonio, che veniva data a tutti i coniugi protestanti nella Svizzera romanda tra il 1930 e il 1965.
Il 22 giugno 1930, mentre era intento ad osservare una varietà di ninfee, Philippe Robert morì a 49 anni annegato nel fiume Aar presso Büren an der Aare.

## Stile
Philippe Robert fu un artista legato molto all'ideologia cristiana a al concetto di Panteismo, tanto che egli stesso dichiarò più volte l'esistenza di un'interdipendenza tra religione e arte, mentre artisticamente parlando si legò al Simbolismo e all'Art Nouveau svizzera, il Jugendstil. In particolar modo, Philippe dimostra il suo attaccamento a quest'ultima corrente artistica tramite la sua predilezione per la linea curva e la ricorrenza di motivi ornamentali; mentre si discosta dagli altri pittori simbolisti e anche dal padre per il suo disinteresse verso la rappresentazione di miti o di forti emozioni, essendoci in lui essenzialmente solo un saldo attaccamento ai temi religiosi.
Dei tre figli artisti di Léo-Paul Robert, Philippe e Paul-André Robert furono i due ad aver ereditato dal padre sia la passione per la pittura che quella per la natura. Difatti la natura è l'elemento che Philippe meglio padroneggia e la componente principale della sua opera sono proprio i paesaggi, carichi di simbolismo e rappresentanti una metafora della forza della natura e della magnificenza divina. Tuttavia, si avvicinò anche alla figura umana e realizzò i suoi ritratti posizionando i suoi modelli davanti a uno sfondo ornamentale, giocando su un effetto di giustapposizione.
Tuttavia, le figure delle sue opere vennero spesso giudicate negativamente dalla critica artistica del tempo, che le considerava sproporzionate, distorte, allungate. A seguito di ciò, l'artista ragionò sulle critiche e cercò successivamente di avvicinarsi e rievocare più lo stile di Arnold Böcklin o di Pierre Puvis de Chavannes, cosa che fece ad esempio nei suoi murales.

## Opere e pubblicazioni

### Varie opere
- 1922: murales per l'ospedale Wildermeth di Bienne[2]
- 1923: Murales per la sala d'attesa della stazione di Bienne[2]
- 1924: Vetrate per la chiesa francese a Berna[2]
- Numerosi dipinti religiosi e decorazioni ecclesiastiche, tra cui:
  - Ristrutturazione e decorazione della chiesa di Chaindon[2]
  - Tre vetrate per la chiesa francese di Berna[2]
  - Affreschi e vetrate per la chiesa di Corcelles[2]
  - Dipinti su tela per la cappella indipendente di Môtier (Mont-Vully) e per la chiesa di Reconvilier[2]
  - Dipinti per la Cappella dei Lebbrosi a Pretoria, in Sudafrica[2]
- 1930: 
  - Murales per la chiesa di Les Ponts-de-Martel[2]
  - Murales per  l'Ospedale Borghese di Soletta[2]
  - Illustrazioni per la Bibbia del Matrimonio[2]

### Opere nella Fondazione Collezione Robert
Nella collezione della Fondazione Collezione Robert sono presenti le opere dei vari membri della famiglia e di Philippe sono presenti:
- 84 acquerelli di fiori alpini (in prestito dalla Collezione della Città di Bienne);
- 20 acquerelli e disegni di foglie autunnali;
- Un gran numero di dipinti, in particolare paesaggi e vari acquerelli e gouaches.

### Pubblicazioni
- 1908: La flore alpine (La flora alpina; 178 tavole illustrate da Philippe Robert tra il 1906 e il 1907, opera di Henry Correvon);[1][2]
- 1909: Feuilles d'automne (Foglie d'autunno).[1][2]

## Galleria d'immagini

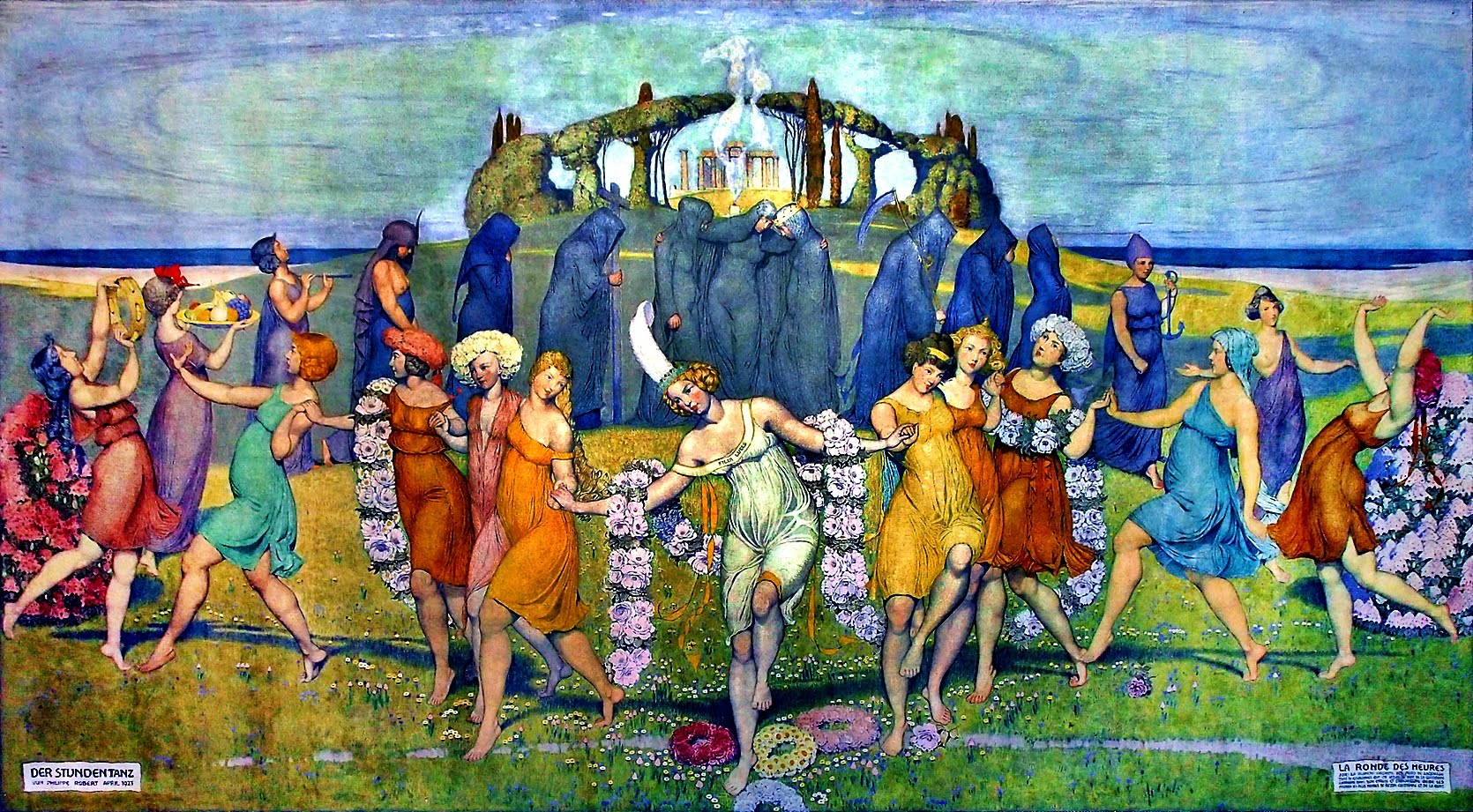
La Ronde des Heures (Il Ciclo delle Ore)
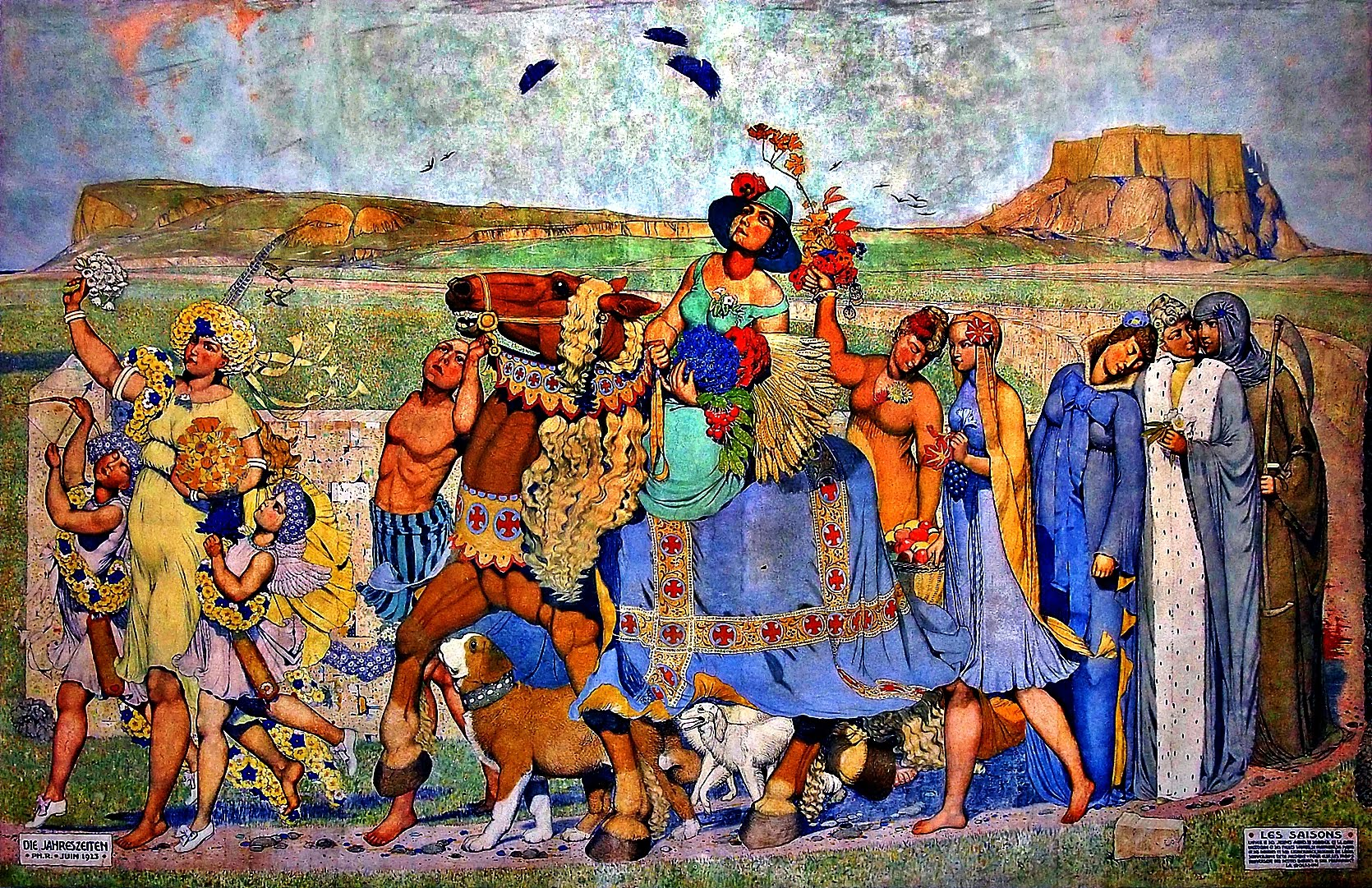
Les Saisons (Le Stagioni)
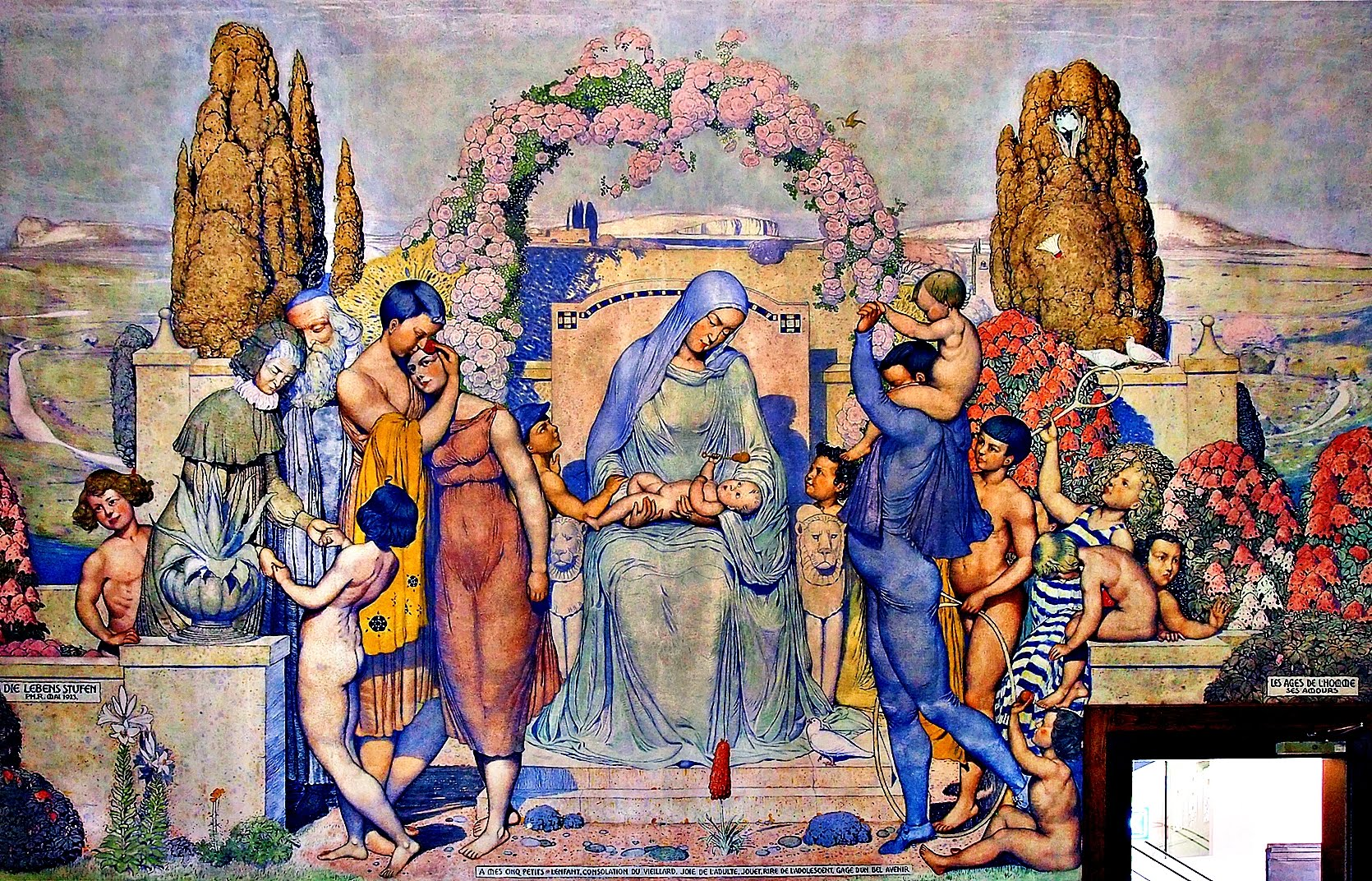
Les Âges de l'Homme (Le Età dell'Uomo)
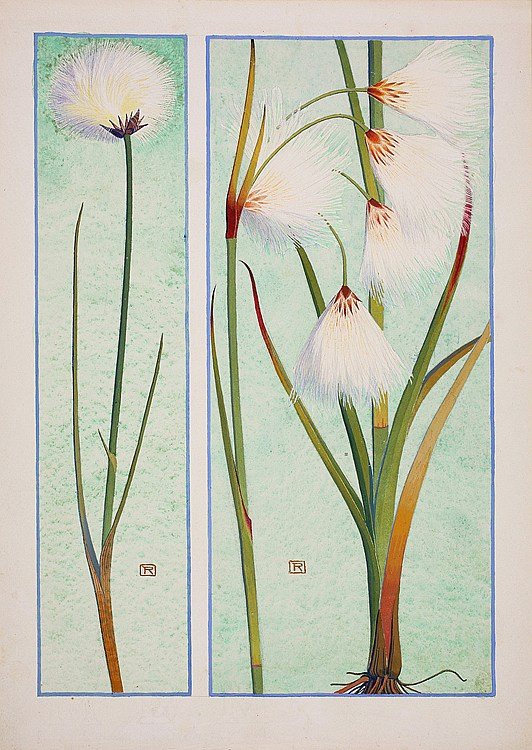
Eriophorum angustifolium
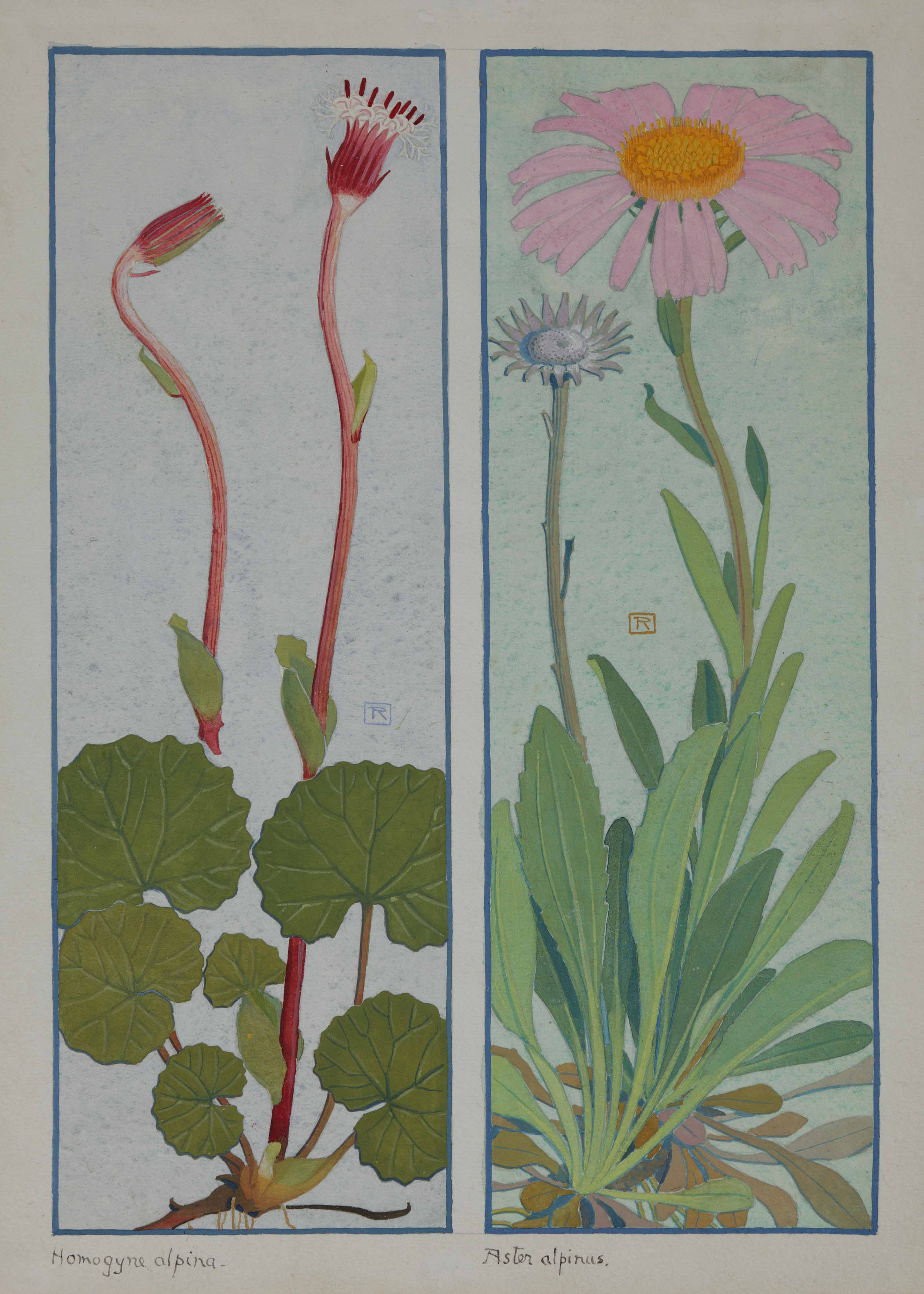
Homogyne alpina e Aster alpinus
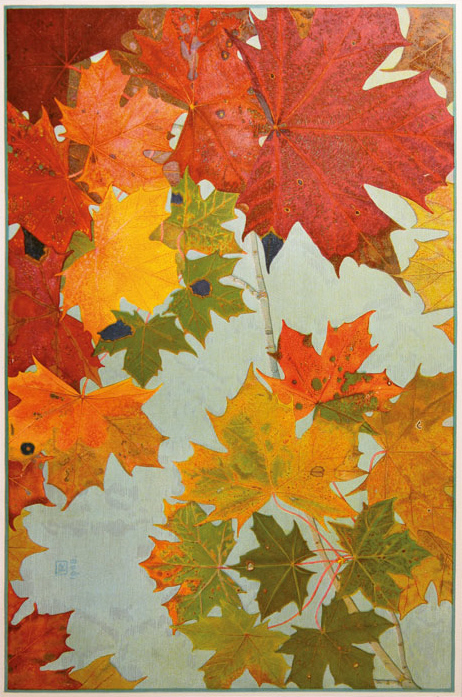
Feuilles d'automne (Foglie d'autunno)
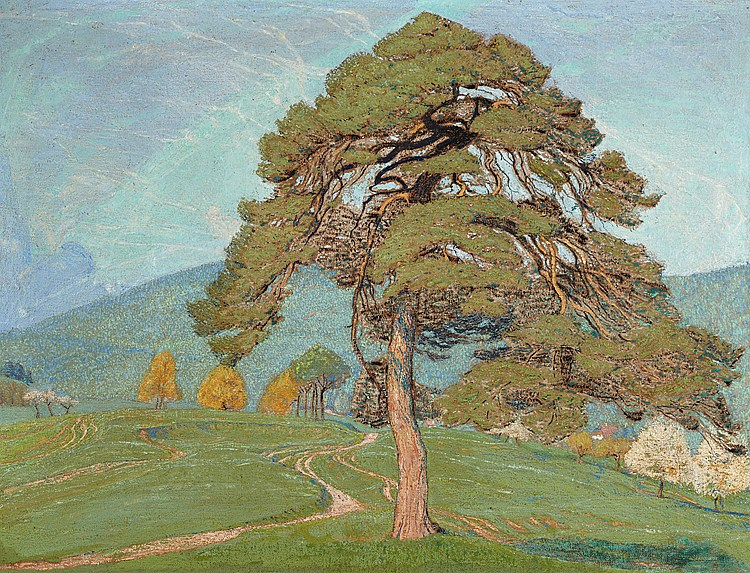
Le Pin du Jorat (Il pino di Jorat)
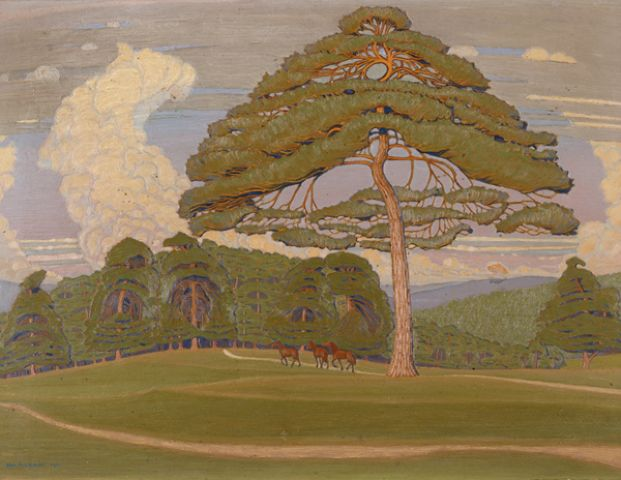
Les pins val d'Orvin sur Bienne (I pini della valle di Orvin su Bienne)